# Nana Mouskouri
Nana Mouskouri, (gr.Nανά Μούσκουρη), rođ. Iōánna Moúschouri (Ιωάννα Μούσχουρη) Hania, Kreta, 13. listopada, 1934.) poznata je grčka pjevačica.
Mouskouri pjeva grčke narodne pjesme između ostalih od Mikisa Theodorakisa i Manosa Chatzidakisa, ali i jazz, pop kao i klasičnu glazbu od Verdija i Mozarta. Prodala je preko 350 mil. ploča.

## Životopis
Mouskouri je rođena na otoku Kreti. Kada je napunila četiri godine, njena obitelj seli za Atenu, gdje joj je otac radio u kinu. Njema majka, koja je imala lijep glas i svirala instrumente, bila je domaćica koja je odgajala Ionnnu (Nanu) i njenu sestru Jenny.
Njena želja je bila da se obje kćeri posvete klasičnoj glazbi. Nana je studirala osam godina na atenskom konzervatoriju, gdje je također studirala i njena sestra Jenny, koja napušta studij da bi osnovala obitelj. Nana nastavlja studirati pjevanje, harmoniju i glasovir. 
Nana Mouskouri pripada svjetski najprodavanijim pjevačicama uz koje se još računaju pjevačice: Mariah Carey, Dalida, Mireille Mathieu, Whitney Houston, Céline Dion, Ala Pugačova, Barbra Streisand i Madonna. 
Mouskouri je kao glazbenica prodala preko 350 mil. nosača zvuka, što je vjerojatno više nego što su Céline Dion i Madonna prodale zajedno. Eventualno su The Beatles, Elvis Presley, ABBA i Michael Jackson prodali toliko ploča ili više.
Nana Mouskouri je izdala oko 450 originalnih albuma i preko 800 ploča (računajući singlove i kompilacijske albume). Izdala je i preko 150 live koncerata i dobila preko 300 zlatnih, platinastih i dijamantnih albuma tijekom svoje karijere, na kojima je bilo preko 1 600 pjesama. Pjevala je na 15 jezika i izdala kompletne albume na 11 jezika. Osim toga svake godine je nastupala na oko 100 koncerata ( s izuzetkom 1990-ih kad je taj broj bio oko 50). Govori osam jezika i nagrađivana je velikim brojem nagrada iz cijelog svijeta.
1960-ih i 1970-ih Mouskouri je pjevala u sastavu  Athineas. Radila je i u EU parlamentu a radi još uvijek za UNICEF. Mouskouri i dalje daje koncerte.

## Vanjske poveznice
- Dieter Romberg's Nana Mouskouri Seiten
- Fansite Netherlands, Pays Bas, in English, German, Finnish and Dutch  Arhivirana inačica izvorne stranice od 23. ožujka 2018. (Wayback Machine)
- http://www.nanamouskouri.net  Arhivirana inačica izvorne stranice od 20. travnja 2005. (Wayback Machine)
- N.A.N.A Nana Mouskouri International Fan Club
- Site québécois de Nana Mouskouri